# Энде (округ)
Э́нде (индон. Ende) ― округ в составе индонезийской провинции Восточная Нуса-Тенгара. Расположен на острове Флорес. Площадь округа составляет 2 091,19 км², население на 2024 год составляет 281 371 человек (в том числе 137 961 мужчина и 143 410 женщин).
На западе граничит с округом Нагекео, а на востоке ― с округом Сикка той же провинции, на севере омывается морем Флорес, а на юге ― морем Саву.
Административным центром является одноимённый населённый пункт, расположенный на полуострове на южном побережье округа; население которого составляет 89 519 человек.
На территории округа находится национальный парк Келимуту, в котором расположены известные туристические достопримечательности: гора с одноимённым названием (высотой 1640 м) и трехцветные кратерные озера.